# Filiz Gencan Akın

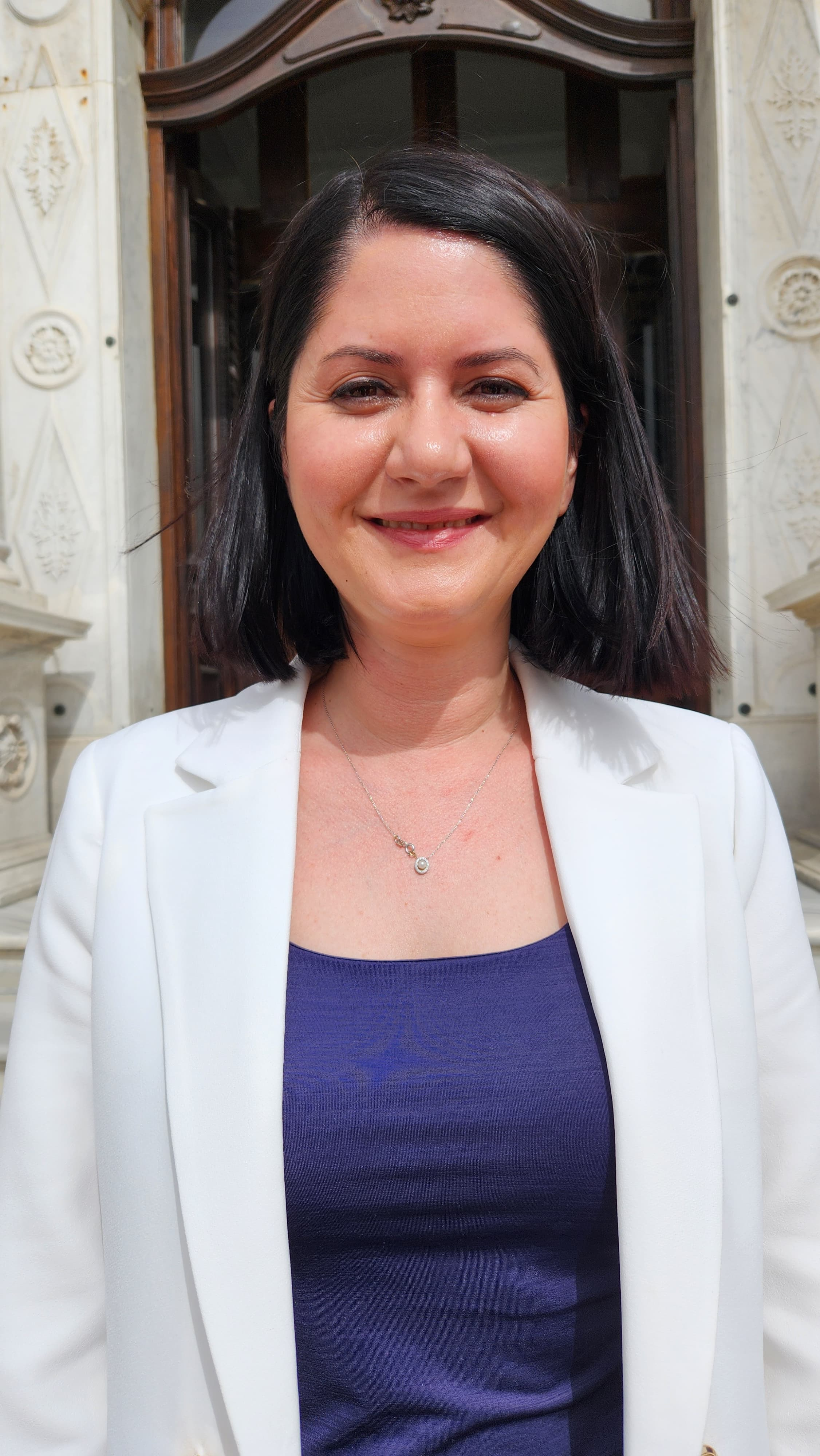
Filiz Gencan Akın (2024)

Filiz Gencan Akın (* 1983 in der Provinz Edirne, Türkei) ist eine türkische Juristin und Politikerin der CHP. Am 31. März 2024 wurde sie als Nachfolgerin von Recep Gürkan zur neuen Oberbürgermeisterin von Edirne gewählt und am 4. April in ihr neues Amt eingeführt.

## Leben und Wirken
Filiz Gencan besuchte die Kurtuluş-Grundschule sowie die anatolische Oberschule Edirne Yıldırım Beyazıt. Während der gesamten Sekundar- und Oberschulausbildung beteiligte sie sich, nach eigenen Angaben, aktiv an Debatten und in Sportvereinen.
Im Jahr 2003 begann Filiz Gencan das Jurastudium, das sie 2007 an der juristischen Fakultät der Marmara-Universität mit der Note gut abschloss. Parallel zum Studium besuchte sie im Jahr 2005 für drei Monate Berlin und führte die Ausbildung in der deutschen Sprache am Goethe-Institut in der Türkei fort.
Nach Abschluss der Referendariats-Ausbildung im Jahr 2007 begann Filiz Gencan 2008 ihre Tätigkeit als Anwältin in Edirne und war bis zur Bürgermeisterwahl als Mediatorin und Rechtsanwältin tätig.
Seit 2011 engagiert sich Filiz Gencan als Mitglied der CHP in der Politik. Sie wurde 2011 Kandidatin der Stadt Edirne für das Parlament bei der 24. Parlamentswahl der Großen Türkischen Nationalversammlung. Bei den Kommunalwahlen 2019 wurde Filiz Gencan Akın zum ersten Ratsmitglied und Gemeinderatsmitglied, bei den Kommunalwahlen am 31. März 2024 wurde sie zur Oberbürgermeisterin der Stadt Edirne gewählt.

## Politisches und ehrenamtliches Engagement
Nach der Wahl zum Mitglied des Gemeinderats von Edirne war Filiz Gencan fünf Jahre lang Mitglied der Edirne Solid Waste Management Association, stellvertretende Vorsitzende des Gemeinderats von Edirne und Vorsitzende der Verkehrskommission der Stadt Edirne.
Neben den Pflichten als Parlamentsabgeordnete pflegte Filiz Gencan Akın die Beziehung zu zahlreichen Nichtregierungsorganisationen insbesondere zum Thema Frauenrechte. Gencan ist Mitglied der Ataturkist Thought Association und wurde bei der letzten Wahl dieser Vereinigung zum Disziplinarvorstandsmitglied gewählt.